# Mimetus syllepsicus
Mimetus syllepsicus es una especie de araña araneomorfa del género Mimetus, familia Mimetidae. Fue descrita científicamente por Hentz en 1832.
Habita en los Estados Unidos y México. El macho descrito por Kaston en 1948 mide 4 mm y la hembra 5 mm.